# Acmeism
Acmeismul a fost un curent literar, care a apărut în Rusia în 1910 sub conducerea lui Nikolai Gumiliov și Sergei Gorodețki.
Programul acestuia insistă asupra efectului vizual, intensității sentimentelor și a laconicității expresive.